# 小田町 (愛媛県)
小田町（おだちょう）は、2004年11月まで愛媛県の中予地方にあった町。上浮穴郡に属した。
平成の合併に際して喜多郡の内子町、五十崎町と郡を越えて合併し、当地は新たに内子町となったことから喜多郡に属している（愛媛県を三分する地域区分では南予地方）。典型的な山村。

## 地理

### 位置・地形・気候
- 肱川の支流の一つでもある小田川の上流域に当たり、四国山地の中に奥深く入った山村である。山は東にいくほど高く、西は900メートル程度ながら、東部には1500メートル級の山々が連なっている。
- 気候は冷涼であり、冬季には積雪もみられる。

### 地域
主要な集落は、役場のある町村（まちむら）集落である。
大字
本川（ほんがわ）、中川（なかがわ）、上川（かみがわ）、立石（たていし）、南山（みなみやま）、寺村（てらむら）、町村（まちむら）、日野川（ひののかわ）、大平（おおひら）、吉野川（よしのかわ）、中田渡（なかたど）、上田渡（かみたど）、臼杵（うすき）の14の大字があった。
いずれも合併前の旧村であり、平成の合併により内子町になってからは、大字町村を除き、表記から大字を省くこととした。
大字町村は「小田」と称することとなったが、これは合併協議時に「小田の名がなくなるのは寂しい」という意見が町民から上がったのを反映させたものである。

### 町名の由来
小田町一円は古くから小田郷と呼ばれていた。さらに古くは、浮穴郡ひろぬた、大田の庄或いは大田山ともいわれていた。

## 歴史
中世
- 戦国の時代には、伊予の豪族であった道後湯築城主河野氏の支配下にあった。
- 1573年（天文12年） - 土佐・長宗我部氏の侵略に備え明神村に大除城を築き、宇津城主大野手芸守直家を城主とし、代々直昌に至る迄大野氏に所属。
- 1585年（天正13年） - 豊臣秀吉の四国征伐に降伏し、大除城を開城、小早川隆景の所領となる。
- 1587年（天正15年） - 戸田勝隆、大洲板島に封ぜられ戸田氏に属す。
- 1595年（文禄4年） - 藤堂高虎の所領となる。

近世
- 1608年（慶長14年） - 脇坂中務少輔安治の所領となる。
- 1617年（元和3年） - 加藤左近大夫貞泰曹米子より移封所領とする。
- 1623年（元和7年） - 加藤貞泰二男直泰分知を許され新谷藩を起し小田郷中上川村、町村、立石村、これに属する。

近代、町制施行まで
- 1871年（明治4年） - 大洲県、新谷県となり同年11月15日宇和島県となる。
- 1872年（明治5年） - 神山県となる。
- 1873年（明治6年） - 愛媛県となる（現在の香川県の地域も含まれていた）。
- 1878年（明治11年） - 浮穴郡を上、下に分け小田郷各村は上浮穴郡に加える。各村に戸長役場を置く。

町制施行後
- 1955年（昭和30年）9月 - 台風22号来襲し被害多く、大平道路は再び崩壊しバス不通となる。
- 1955年（昭和30年）12月 - 公民館発足、参川、小田、田渡の3館できる。
- 1956年（昭和31年）2月 - 小田変電所新設し、広田変電所閉鎖。
- 1957年（昭和32年）9月 - 県立小田高等学校校舎落成式挙行。
- 1958年（昭和33年）11月 - 庁舎新築落成。総経費1863万1435円。
- 1959年（昭和34年）4月 - 愛媛県立小田高等学校、全日制課程として新発足。
- 1960年（昭和35年）5月 - 合併により小田町森林組合発足。
- 1960年（昭和35年）12月 - 小田町商工会創設。
- 1961年（昭和36年）10月 - 町内初の道路舗装、愛媛県道久万内子線の町村二宮前から明治橋まで。
- 1962年（昭和37年）4月 - 町内の学校で完全給食実施。
- 1962年（昭和37年）7月 - 町営火葬場落成。工事費450万円。
- 1963年（昭和38年）1月 - 百年来の大雪（38豪雪）。深山地区での積雪3m余となり孤立。翌2月6日、消防団員は小田深山救助のため負子、背負袋で食料品等を上川御獄より空戸峠まで運搬。
- 1963年（昭和38年）4月1日 - 町内3農協合併。
- 1963年（昭和38年）12月 - 一日県庁が開かれ久松知事来町。
- 1964年（昭和39年）3月 - 小田深山が四国カルスト県立自然公園の指定。
- 1964年（昭和39年）9月 - 東京オリンピック聖火リレーに31名参加。
- 1966年（昭和41年）4月 - 町内初の鉄筋校舎、小田小学校落成。
- 1966年（昭和41年）5月 - 済生会小田病院落成式挙行。高松宮宣仁親王、同妃喜久子来町。
- 1966年（昭和41年）5月 - 丸井千年、初の名誉町民となる。
- 1966年（昭和41年）8月 - 町内3公民館を合併し町中央公民館とし13分館体制発足。
- 1967年（昭和42年）6月 - NHK小田テレビ中継所完成。放送開始。
- 1967年（昭和42年）7月 - 町内全域を集中豪雨が襲い大被害。激甚災害法の適用をうけ復旧する。
- 1968年（昭和43年）6月 - 町営プールを落成。鶴田義行選手を招いてプール開き。
- 1971年（昭和46年）4月 - 町中央公民館落成。工事費2100万円。
- 1973年（昭和48年） - 二宮幸巳、名誉町民となる。祝賀会開催。
- 1974年（昭和49年） - 恩地山元貯木場が第2林構事業で完成。初市が開かれる。
- 1974年（昭和49年）10月 - 小田深山にスキー場、リフト、駐車場完成。
- 1974年（昭和49年）11月 - 国の道路審議会で、松山〜内子間（国道379号）内子〜久万間（国道380号）の一般国道昇格答申。同11月12日、政令第364号にて国道379号、380号公布。
- 1975年（昭和50年）2月 - 小田局の電話が自動ダイヤル式に切り替えられる。
- 1975年（昭和50年）5月 - 寺村に慰霊塔完成。工事費820万円。
- 1976年（昭和51年）10月 - 国道379号線上尾第1、第2、3隧道開通。広田村経由、砥部町・松山市方面への交通の便向上。
- 1977年（昭和52年）4月 - 参川中、小田中、田渡中学校が統合し新小田中発足。造成1億2250万円。校舎3億90万円。
- 1977年（昭和52年）4月 - 上浮穴消防署発足し、小田分駐所で緊急業務開始。
- 1977年（昭和52年）9月 - 自治大臣へ財政再建申出。翌10月27日、財政再建計画、自治大臣の承認受け、財政再建団体となる。実質赤字額8億9042万7000円と森林組合名義借入金10億7900万円。再建期間10年。
- 1984年（昭和59年）4月 - 田渡小学校、田渡涯幼稚園を元田渡中学校跡へ移転。
- 1984年（昭和59年）10月 - 町林業センター落成。工事費2億7300万円。
- 1985年（昭和60年）10月 - 財政再建完了。
- 1985年（昭和60年）10月 - 町制施行30周年記念式典開催。
- 1986年（昭和61年）7月 - 小田町郷土資料館開設。
- 1988年（昭和63年）4月 - 国道380号線、真弓隧道開通。久万方面への交通の便向上。
- 1989年（平成元年）3月 - 小田深山ふれあいの郷開村。
- 1989年（平成元年）4月 - 国道379号線、吉野川区開通。
- 1990年（平成2年）11月 - 町文化祭、農業まつり、銘木まつりを統合し、第1回小田町ふるさとまつりを開催。
- 1991年（平成3年）3月 - 木材団地落成。総工費5億9597万6000円。
- 1991年（平成3年）12月 - オダスキーゲレンデに人工降雪施設完備。総工費3億7403万4150円。
- 1993年（平成5年）5月 - 町保健センター、老人保健施設、特別養護老人ホーム落成式。
- 1994年（平成6年）3月 - 小田高校寮完成。
- 1995年（平成7年）3月 - 交友館完成。
- 1995年（平成7年）3月 - 小田高校寮第2棟完成。
- 1996年（平成8年）10月 - 労働安全衛生施設「森の里研修センター」完成。
- 1998年（平成10年）3月 - 千年の森公園完成。
- 1998年（平成10年）11月 - 小田町斎場「藤華苑」落成式。
- 1999年（平成11年）3月 - 小田町給食センター完成。
- 2000年（平成12年）4月 - 小田町総合運動公園、小田町文化交流センター「スバル」落成式。
小田町町勢要覧から作成

## 行政

### 町行政の沿革
- 1889年（明治22年） - 町村制の実施により4村成立
  - 参川村 - 上川村、中川村、本川村
  - 小田町村 - 大平村、日野川村、町村、寺村
  - 石山村 - 立石村、南山村
  - 田渡村 - 吉野川村、中田渡村、上田渡村、臼杵村

これら明治の各村名はその後も大字名となって名残をとどめたが「平成の合併」により（新）内子町となってからは「大字」は省かれる。
- 1943年（昭和18年） - 石山村と小田町村とが合併、小田町村となる。
- 1955年（昭和30年）3月31日 - 参川村・小田町村・田渡村が合併、町制をしき「小田町」となる。

### 首長
歴代町長
- 初代 - 篠崎長之進（昭和30年4月 - 昭和38年4月、2期）
- 第2代 - 太田國康（昭和38年4月 - 昭和50年3月、3期）
- 第4代 - 大野武一（昭和50年4月 - 昭和53年4月、1期）
- 第5代 - 林與一郎（昭和53年5月 - 平成2年5月、3期）
- 第6代 - 池田泰典（平成2年5月 - 平成14年5月、3期）
- 第7代 - 大塚雅教（平成14年5月 - 平成15年10月、1期）
- 第8代 - 門田秀夫（平成15年10月 - 合併まで、1期）

### 庁舎
1958年度（昭和33年度）建築、1990年度（平成2年度）に玄関部を増改築。

### キャッチフレーズ
- 「小田深山と銘木の町」
- まちづくりのキャッチフレーズとしては「グリーンハイランド小田」も用いていた[2]

### 平成の市町村合併の経緯
- 昭和の合併によって誕生した小田町は、ほぼ同様の時期に町村合併で成立した上浮穴郡内の他の町村との行政上の結びつきが強かった。
- 平成の合併を考えるにあたり、一つの選択肢は上浮穴郡内町村の枠組みに合流することであった。しかしながら、同郡の中心的な町であり、郡の役所もおかれていた久万町との間の交通が不便で、一つの町として行政運営していくに際して不安があった。順次改良は進んでいるものの、真弓峠がたちはだかっていた。
- もう一つの道は、「小田川」流域のまとまりとして、小田川の下流側に位置する喜多郡内子町等との合併であった。こちらは郡を越えての合併となるため、合併協議上で調整を要すべき点が多々あることも予想された。道路については、こちら側も決して良い状況ではなかったが、順次国道の改良が進んでおり、将来的にも全線改良に向かっていくのではないかとの見通しもあった。
- さらに、伊予郡砥部町・広田村との合併も、県庁所在地・松山市への最短ルートという意味では、考えられる選択肢であった。こちらも郡を越えての合併である。
- 町としては、山村であり、いずれの枠組みも他の町との距離があるため、消防・救急等の確保が第一であった。また、町内の病院の運営についても、町民の不安を払しょくするため将来的な見通しが是非とも必要であった。
- このため、上浮穴郡の枠組み、喜多郡2町の枠組みともに、合併協議会の発足時には小田町は加入の意思決定ができず、考慮を重ねることとなった。
- 2002年5月の町長選挙では、合併と病院問題が争点となり、上浮穴郡での合併を訴えた大塚雅教が現職の池田泰典を破り当選した。しかしながら、同町議会では砥部町・広田村との合併を進めることを先に議決しており、なおも決定には至らなかった。町議選も同時に行われた。アンケートを実施することとし、9月に行われたアンケートでは、国道沿線の砥部町・広田村との合併を支持するものが49.8%を占め一位となった。11月に砥部町を訪問するも、既に砥部町からは「来てもらっても迷惑」（既に広田村との一町一村合併に向けて準備を進めていたことから）と言われていたこともあって、砥部町長からは「大変厳しい」との返答であった。翌2003年4月砥部町の町長・議長が小田町を来訪、正式に小田町との合併はない旨告げられた。
- さらに混迷の末、結局2003年6月に、上浮穴、内子・五十崎、合併しないの3択で住民投票を実施、集票合戦が繰り広げられたが、喜多郡2町（内子町、五十崎町）との合併が200弱の票差で、上浮穴案をかわした。結局、内子・五十崎町では既に合併協議が先行していたが、2003年10月23日の協議会で小田町の加入を了承、翌月3町での法定合併協議会に合流した。なお、小田町が合併の方向性で混迷が続く中、既に同年5月には内子五十崎合併協議会会長（内子町長）は小田町との合併に前向きに受け止めることを表明するなど小田町にとっては「救いの手」が差しのべられる状況ではあった。
- こうした経緯を経て2005年1月1日、小田町を含む3町による新設合併（対等合併）により（新）内子町が発足した。

## 経済・産業
- 主たる産業
林業。町域のほとんどは森林であり、その大半は杉・檜の人工林である。しかも東半分には広範に国有林が広がっている。
農業 - 葉たばこ、しいたけ、花卉類

## 教育

### 高等学校
- 愛媛県立小田高等学校

### 小中学校
渓谷に沿って集落が点在する山村であり、小田町内に複数の小中学校があったが次第に統合されていった。
- 小学校

愛媛県小学校の廃校一覧#喜多郡も参照
- 中学校　過去、田渡・参川・小田深山の各中学校が存していたが、統合し小田町立小田中学校となった（のちに内子町立）。

2008年（平成20年）には（旧）内子町域に位置する大瀬中学校への統合案が内子町教育委員会で協議されたが、旧町域に中学校がなくなってしまうことから住民の反発を招いた。
愛媛県中学校の廃校一覧#喜多郡も参照
- 小田町立小田中学校

## 交通
道路交通中心である。

### 鉄道
町内に鉄道はない。 最寄駅 - JR予讃線・内子駅

### 道路
V字型の渓谷に集落が点在しており、2本の国道が骨格をなしている。いずれも、近年改良が進みつつあり、かつてのセンターラインすらない状態の区間はわずかになっている。その他の県道、町道は狭隘なもの、曲がりくねったものが多い。
高速道路
- 最寄インターチェンジ - 内子五十崎インターチェンジ

国道
- 国道379号
- 国道380号

県道
- 県道42号
- 県道52号
- 県道55号

道の駅
- 小田の郷せせらぎ

### バス
中畦から松山市駅、松山市駅から小田役場前を結ぶ伊予鉄バスの路線バスが1本ずつ走っていたが、2010年に路線廃止された。この地域は、かつては旧国鉄バスが走っていた地域であり、撤退と共にそれを補う形で、町がバスを走らせる事例が多いが、小田町も同様である。また、児童生徒数の減少による小中学校の統合の合意条件としてバス等の交通の確保が求められたといった事情もある。このため、民間バス（わずか1本であるが）を補う形で、町営で、集落間を結ぶバスを走らせている。内子町との間の境に小田町営のバス停留所があり、内子町営バスもほぼ同様に町境まで路線を伸ばしている（上記はいずれも合併とともに新内子町に引き継がれた）。

## 観光
- 観光スポット
  - 小田深山 - 紅葉の名称として知られる。
  - solfa小田ゲレンデ - スキー場。
  - 遍路道 - 町内に札所はないものの、大洲市方面から久万高原町方面へ（順うちの場合）の歩き遍路のルート上に位置する。
  - どい書店 - 小さな子供からお年寄りまで幅広い世代が集う場所。